# سكوت غيل
سكوت غيل (بالإنجليزية: Scott Gale)‏ هو ملحن أمريكي، ولد في 24 أكتوبر 1994 في ألبوري في أستراليا.

## وصلات خارجية
- سكوت غيل على موقع ItsRugby.co.uk (الإنجليزية)